# Domfriedhof (Limburg an der Lahn)
Koordinaten: 50° 23′ 20,9″ N, 8° 3′ 58,9″ O

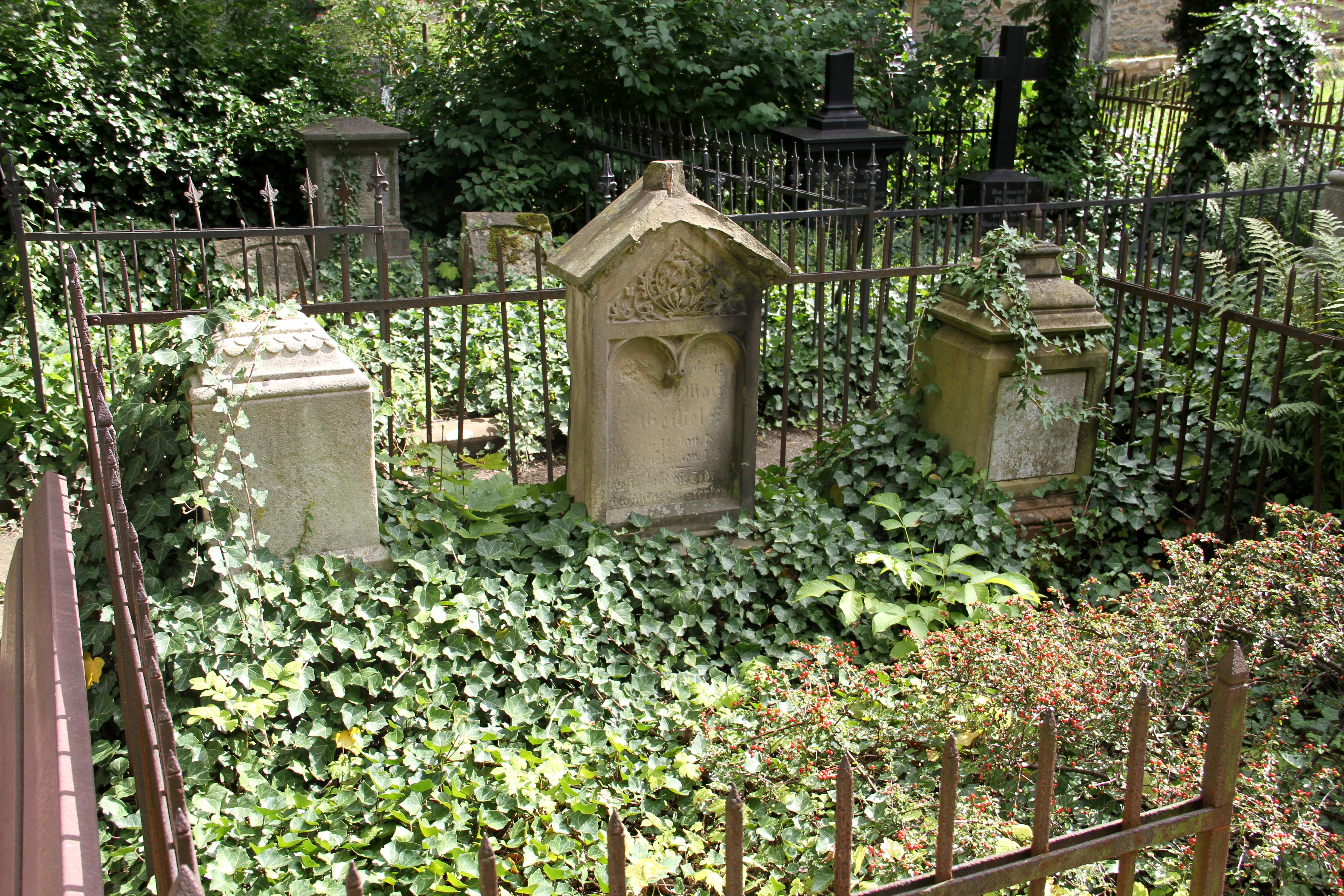
Efeubewachsene Grabanlagen auf dem ehemaligen Friedhof

Heutige Geländegestaltung des Friedhofs

Der ehemalige Domfriedhof und Friedhof der Stadt Limburg an der Lahn liegt in unmittelbarer Nähe des Limburger Doms am Domplatz. Der Friedhof, der sowohl als letzte Ruhestätte der Stiftsangehörigen wie auch der Stadtbevölkerung diente, wurde im 19. Jahrhundert mehrfach erweitert, bevor er 1882 durch einen neuen Hauptfriedhof auf dem Schafsberg abgelöst wurde. Seit 1965 ist der aus geschichtlichen und kulturellen Gründen denkmalgeschützte Friedhof als Parkanlage zugänglich. Auf dem Gelände befindet sich die ebenfalls denkmalgeschützte ehemalige Karnerkapelle St. Michael.

## Geschichte

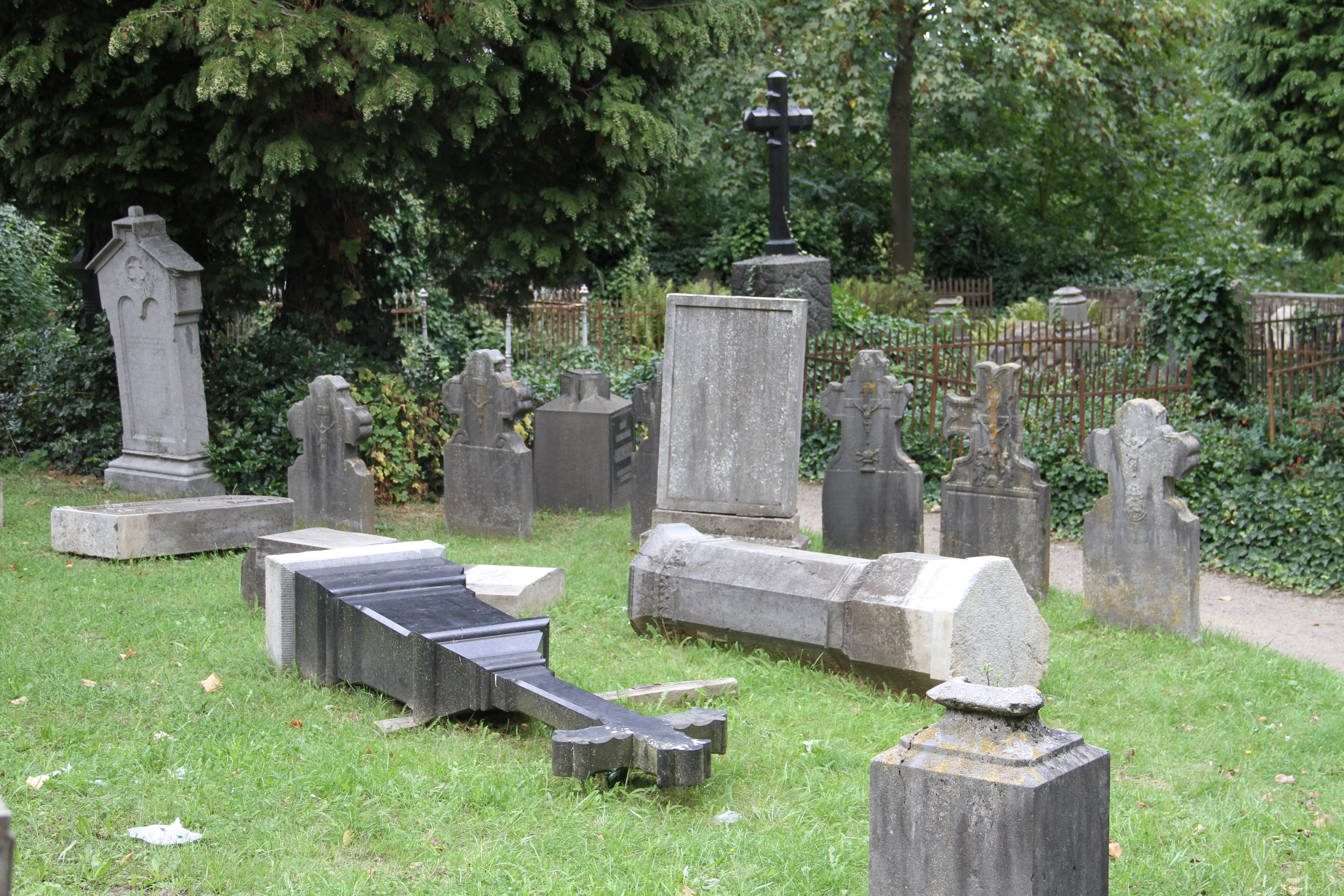
Grabsteine vor der Sanierung 2013

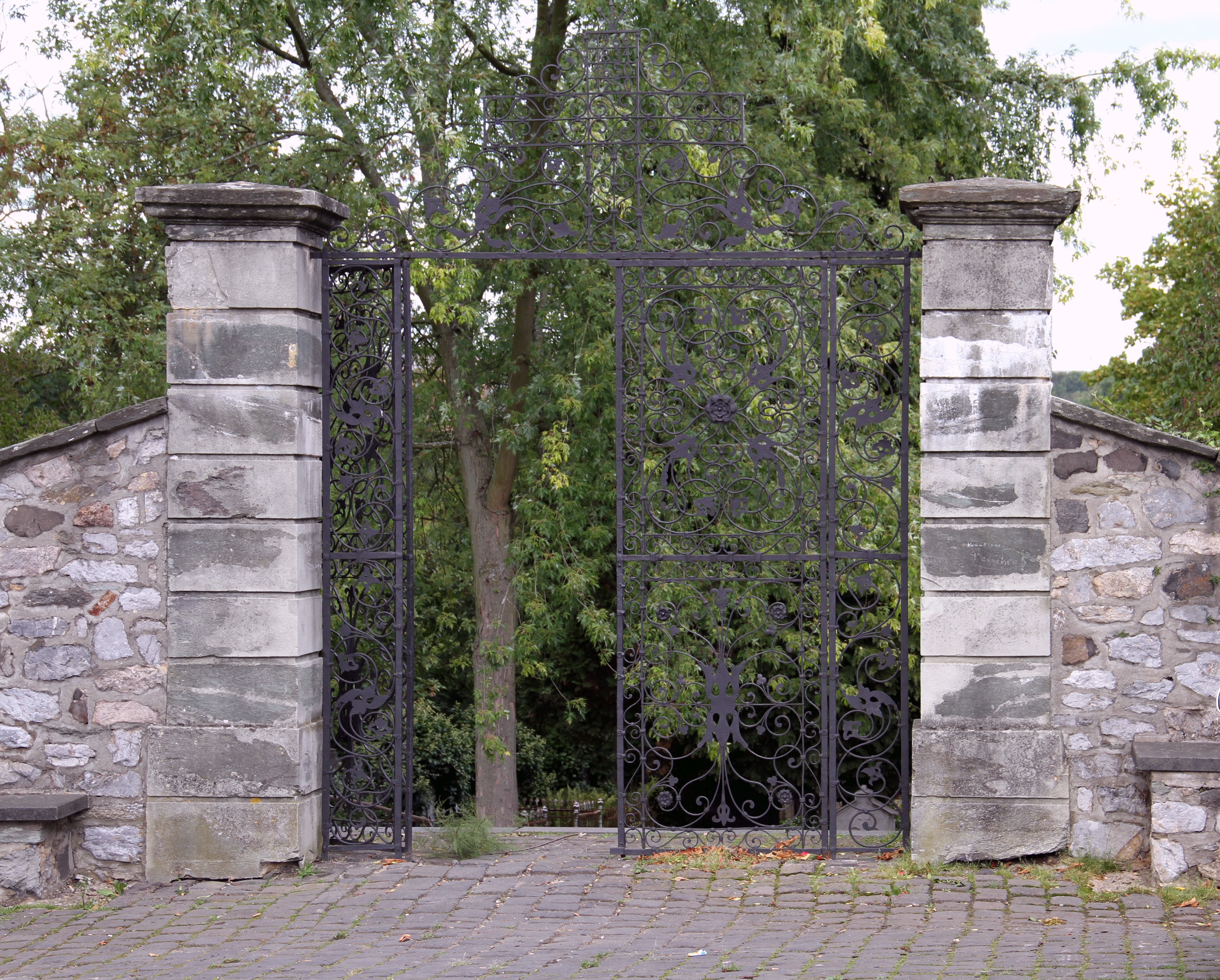
Das um 1965 im Zuge der Umgestaltung angebrachte Tor.

Ursprünglich wurde der Friedhof auf einem kleinen Areal vor der Westfassade des Doms angelegt. Nördlich befanden sich ein ehemaliges Stiftshaus, die heute noch bestehende Michaelskapelle und ein ehemaliges Kapitelhaus, im Süden der Anlage verlief der Weg zur Burg. Ebenfalls als Friedhof genutzt wurde zu dieser Zeit auch der Geländestreifen zwischen Nordfassade des Doms und dem steilen Absturz des Domfelsens zur Lahn. Als Andachtsbild für die Friedhofsbesucher befand sich an der Südseite der Kirche eine große überdachte Ölberggruppe, die 1824 entfernt wurde.
Der Dom war nicht nur Stiftskirche, sondern auch Stadtpfarrei, so dass dort nicht nur die Stiftsangehörigen, sondern auch die Stadtbevölkerung beerdigt wurde. Aufgrund der steigenden Einwohnerzahlen wurde die Friedhofsanlage Anfang des 19. Jahrhunderts zu klein. Im Jahr 1817 – zu dieser Zeit hatte Limburg 2585 Einwohner – erhielt der Stadtschultheiß Grimm vom Herzoglichen Amt den Auftrag, einen Vorschlag zur Vergrößerung zu unterbreiten.
Zunächst wurden vom Magistrat verschiedene Alternativstandorte erörtert. Vorgeschlagen wurde eine Verlegung an den Flachter Weg in Richtung Galgenberg, an die Frankfurter Straße (heutige Bundesstraße 8) sowie an die Schafsberger Gasse (heutige
Parkstraße). Letztendlich wurden diese Pläne jedoch verworfen, man entschied sich dazu, durch Ankauf der westlich angrenzenden Grundstücke den Friedhof zu vergrößern. Grund dafür war nicht zuletzt der Wunsch der Limburger Bevölkerung, den „seit unerdenklichen Jahren nächst der Mutterkirche gelegenen Totenacker“ beizubehalten, wie der Magistrat im Mai 1833 gegenüber dem Herzoglichen Amt ausführte.
1834 erteilte das Amt schließlich die Genehmigung, woraufhin die Stadt die Friedhofserweiterung plangemäß umsetzte. Erworben wurde ein im Jahr 1304 als Burgmannenhaus des Walter von Cronenburg erwähntes Gebäude, das 1391 durch Viktor Heinrich Rode dem Stift vermacht wurde und welches mittlerweile baufällig geworden war. Zudem kaufte die Stadt die westlich anliegenden Gärten, darunter den von Diezer und von Dehrner Garten sowie Teile des Walderdorffer Gartens.
Das ehemalige Stiftshaus wurde zunächst als Leichenhaus und Wohnung des städtischen Totengräbers genutzt. Es wurde 1857 niedergelegt, um erneut Platz für weitere Gräber zu schaffen. Jedoch wurde aufgrund der stark steigenden Bevölkerungszahlen die Anlage eines neuen Friedhofs unumgänglich, 1882 wurde schließlich auf der Unterheide am Schafsberg der neue städtische Hauptfriedhof eröffnet. Bis in die 1920er Jahre hinein fanden jedoch in den zahlreichen Familiengräbern weiterhin Beerdigungen auf dem Domfriedhof statt.
Mitte der 1960er Jahre wurde das Gelände des ehemaligen Friedhofs, mit Ausnahme des Domherrenfriedhofs, zu einem Park umgewidmet. Im Zuge der Umgestaltung wurde als Eingang ein schmiedeeisernes, zweiflügeliges Gittertor aus der Zeit um 1600 montiert.
Zum Frühjahr 2013 wurde, nachdem in den Jahren zuvor viele Grabsteine aufgrund von Bauarbeiten ungeordnet auf dem Gelände lagen, auf Anweisung der Stadt die Anlage neu hergerichtet. Dabei wurden einige der Grabsteine gereinigt und restauriert.

## Grablege der Domherren

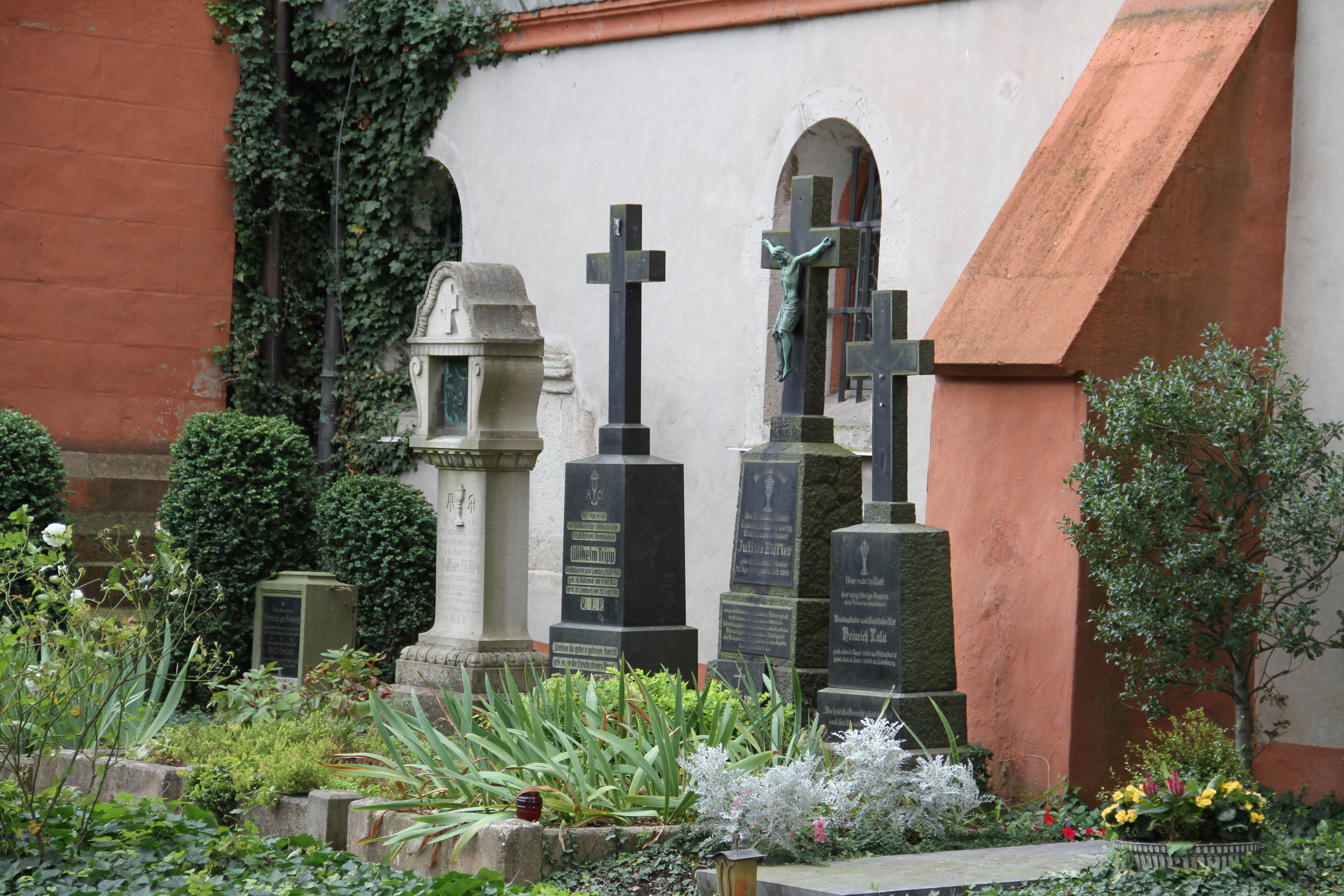
An der Nordseite des Doms liegen Priester und hochrangige Stiftsmitglieder begraben.

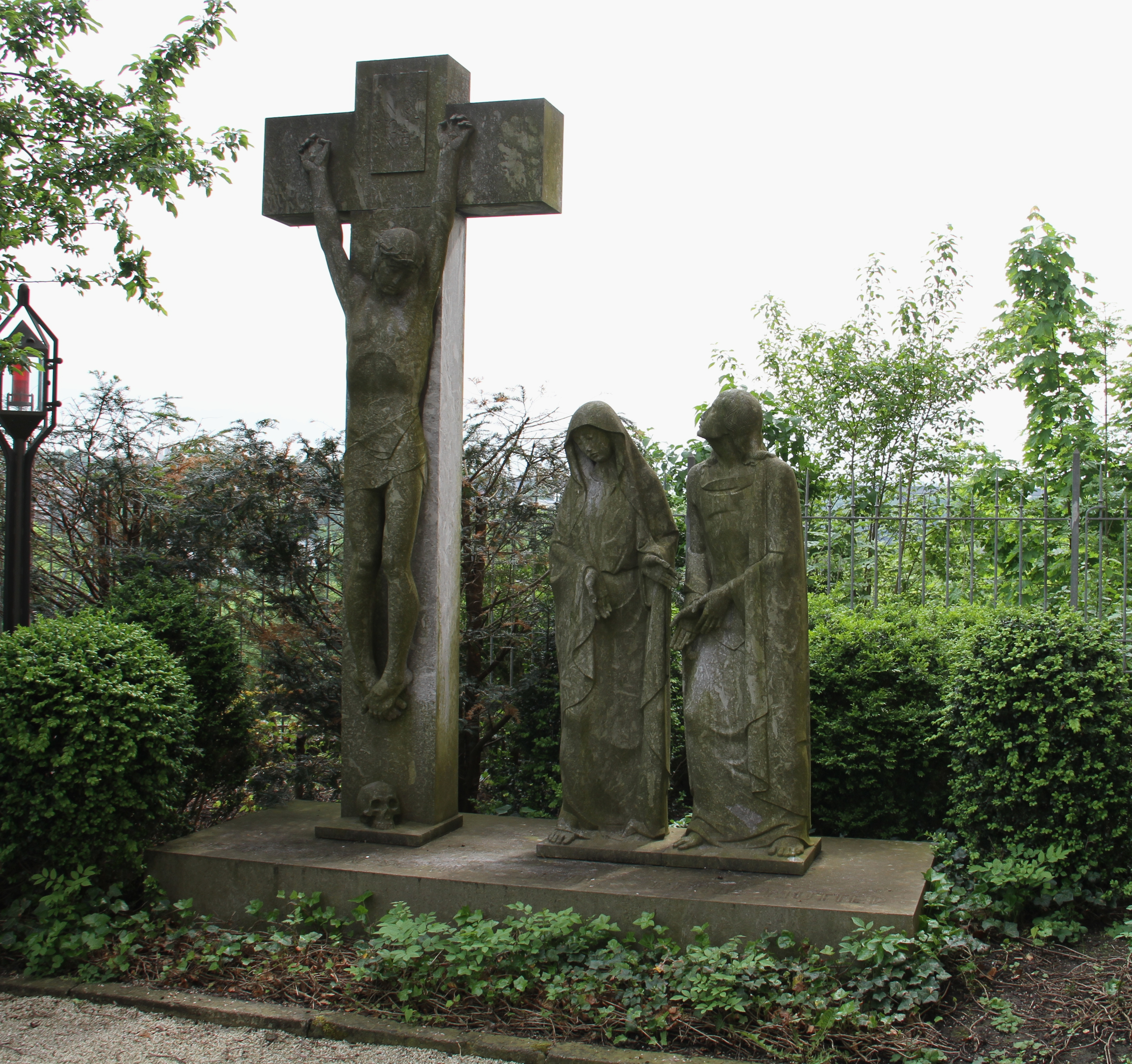
Kreuzigungsgruppe Arnold Henslers

Der ursprünglich als Friedhof genutzte Geländestreifen an der Nordseite des Doms wird seit 1928 als Grablege für die Domherren genutzt, Arnold Hensler schuf dafür 1931/32 eine Kreuzigungsgruppe, die zu seinen Hauptwerken zählt.
Folgende Geistliche liegen auf dem Areal begraben:
- Hans Bernhard (1929–2002), Domkapellmeister und Domvikar
- Werner Böckenförde (1928–2003), Domkapitular
- Julius Eiffler (1835–1898), Domkapitular, Generalvikar und Bistumsverweser
- Heinrich Fendel (1878–1965), Domkapitular, päpstlicher Rat, Limburger Stadtpfarrer und päpstlicher Hausprälat
- Wilhelm Fischbach (1867–1951), Domkapitular, geistlicher Rat und päpstlicher Hausprälat
- Ferdinand Fromm (1912–2004), päpstlicher Hausprälat und Domkapitular
- H. Gerlach (1833–1886), Domkapitular und geistlicher Rat, gemeinsam mit „Frau Kanzleirat Gerlach, geb. Volbracht“ (1806–1882)
- Matthäus Göbel (1862–1948), Domdekan und apostolischer Protonotar
- Georg Hilpisch (1846–1928), Domdekan und apostolischer Protonotar
- Georg Höhle (1905–1979), Generalvikar
- Matthias Höhler (1847–1923), Generalvikar und Domkapitular
- Willi Hübinger (1946–2012), Domkapitular
- Christian Jung (1920–1974), Domkapitular und Generalvikar
- Walther Kampe (1909–1998), Weihbischof und Domdekan
- Heinrich Karell (1905–1975), Domkapitular und päpstlicher Hausprälat
- Heinrich Lala (1838–1909), Domkapitular und geistlicher Rat, langjähriger Leiter des Priesterseminars
- Josef Lamay (1892–1961), Domkapitular und päpstlicher Hausprälat
- Walter Leussler (1905–1992), Domkapitular und päpstlicher Hausprälat
- Engelbert Löhr (1894–1973), Domdekan und apostolischer Protonotar
- Hans Pabst (1889–1968), Domkapellmeister, Ehrendomherr und päpstlicher Geheimkämmerer
- Berthold Merkel (1888–1955), Domkapitular, Generalvikar und päpstlicher Hausprälat
- Jakob Rauch (1881–1956), Domdekan, päpstlicher Hausprälat und apostolischer Protonotar
- Hans Seidenather (1908–1994), Domkapitular und päpstlicher Hausprälat
- Jakob Strieth (1867–1943), Domkapitular, geistlicher Rat und päpstlicher Hausprälat
- Wilhelm Tripp (1835–1916), Limburger Stadtpfarrer von 1887 bis 1916

## Grabsteine
Auf dem heute als Parkanlage genutzten Gelände sind noch zahlreiche Grabsteine sowie einige Grabanlagen Limburger Familien aus dem 18. bis frühen 20. Jahrhundert erhalten.

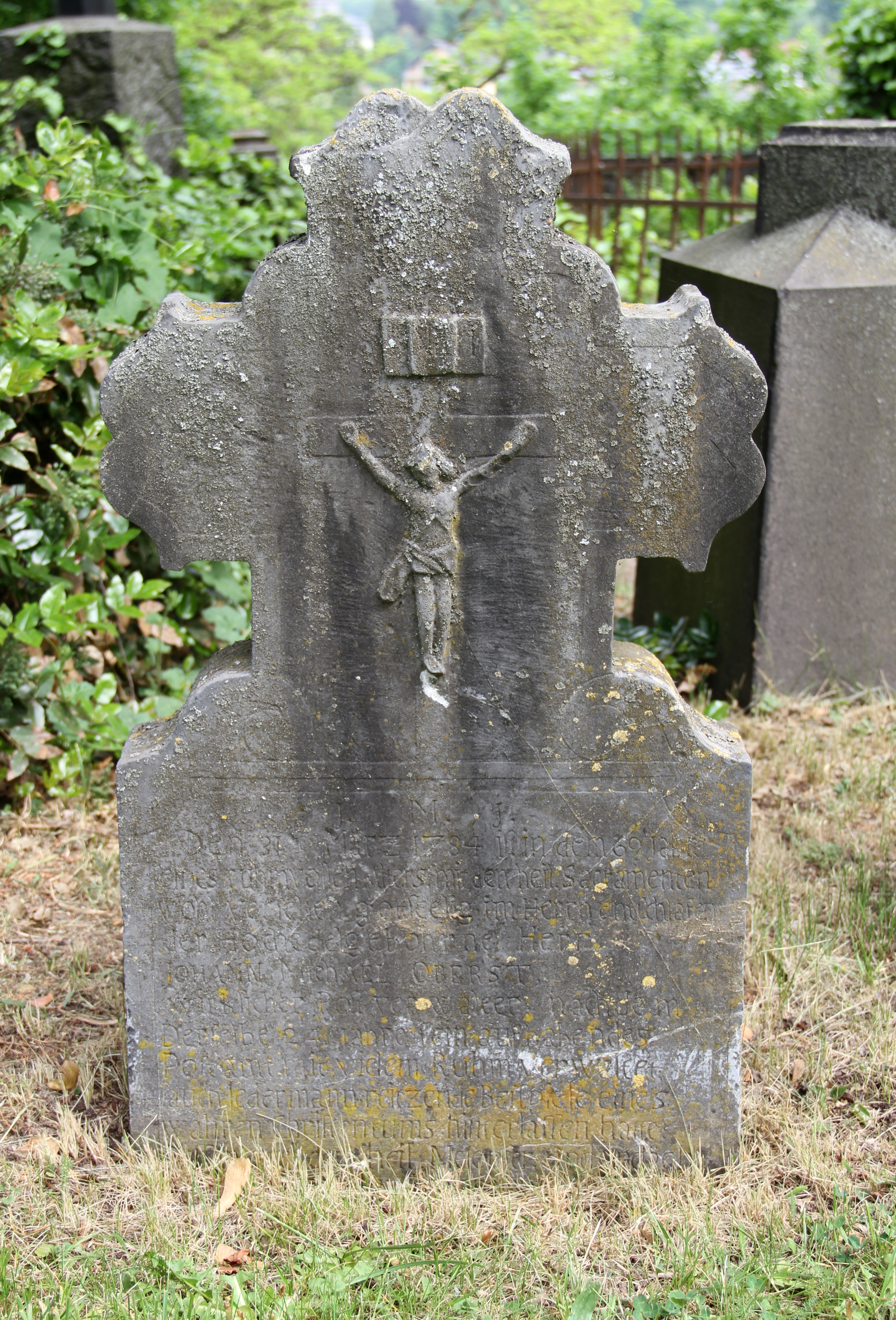
Barockes Grabkreuz von Johann Michael Oberst, Postverwalter (1716–1784).
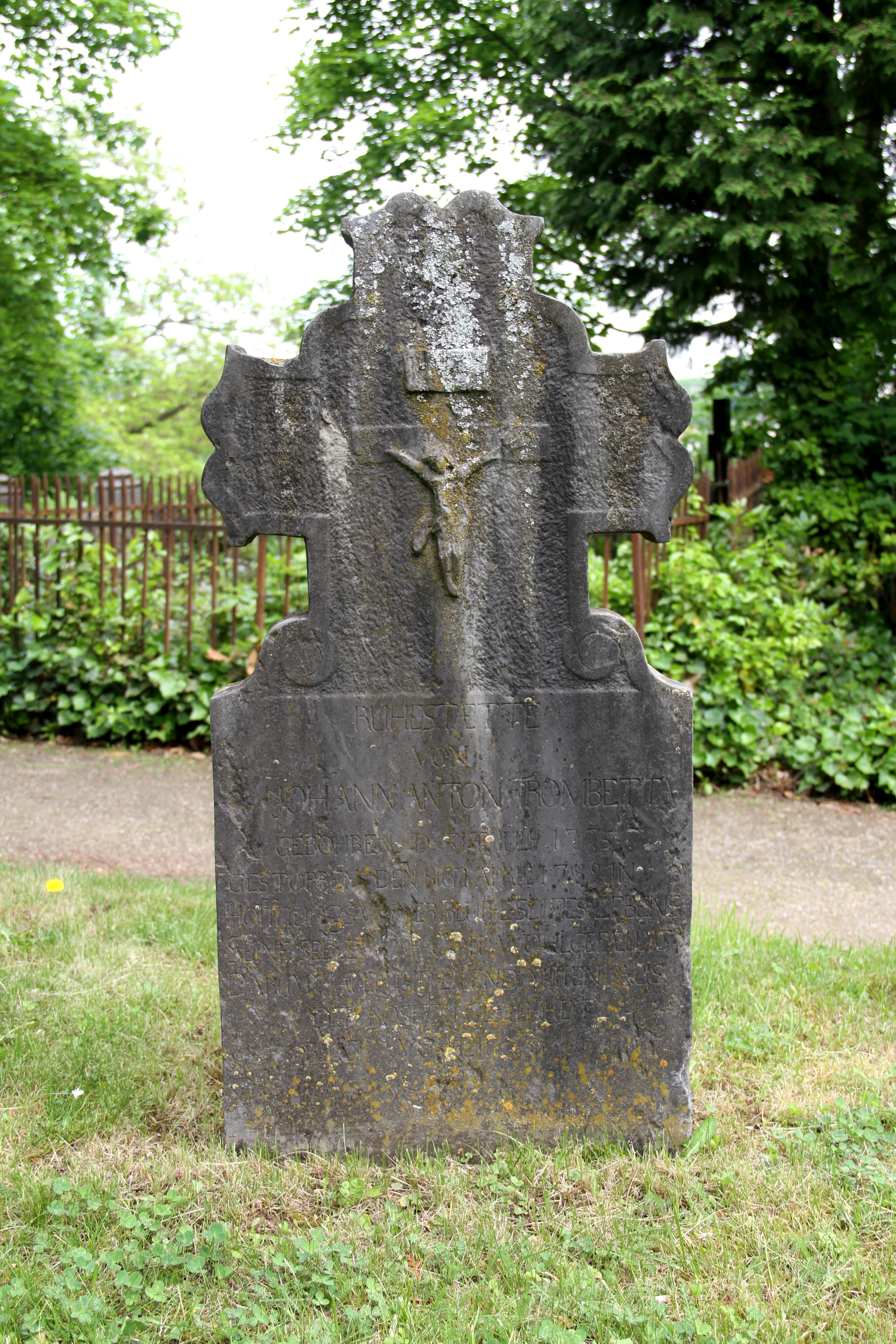
Barockes Grabkreuz von Johann Anton Trombetta (1775–1789).
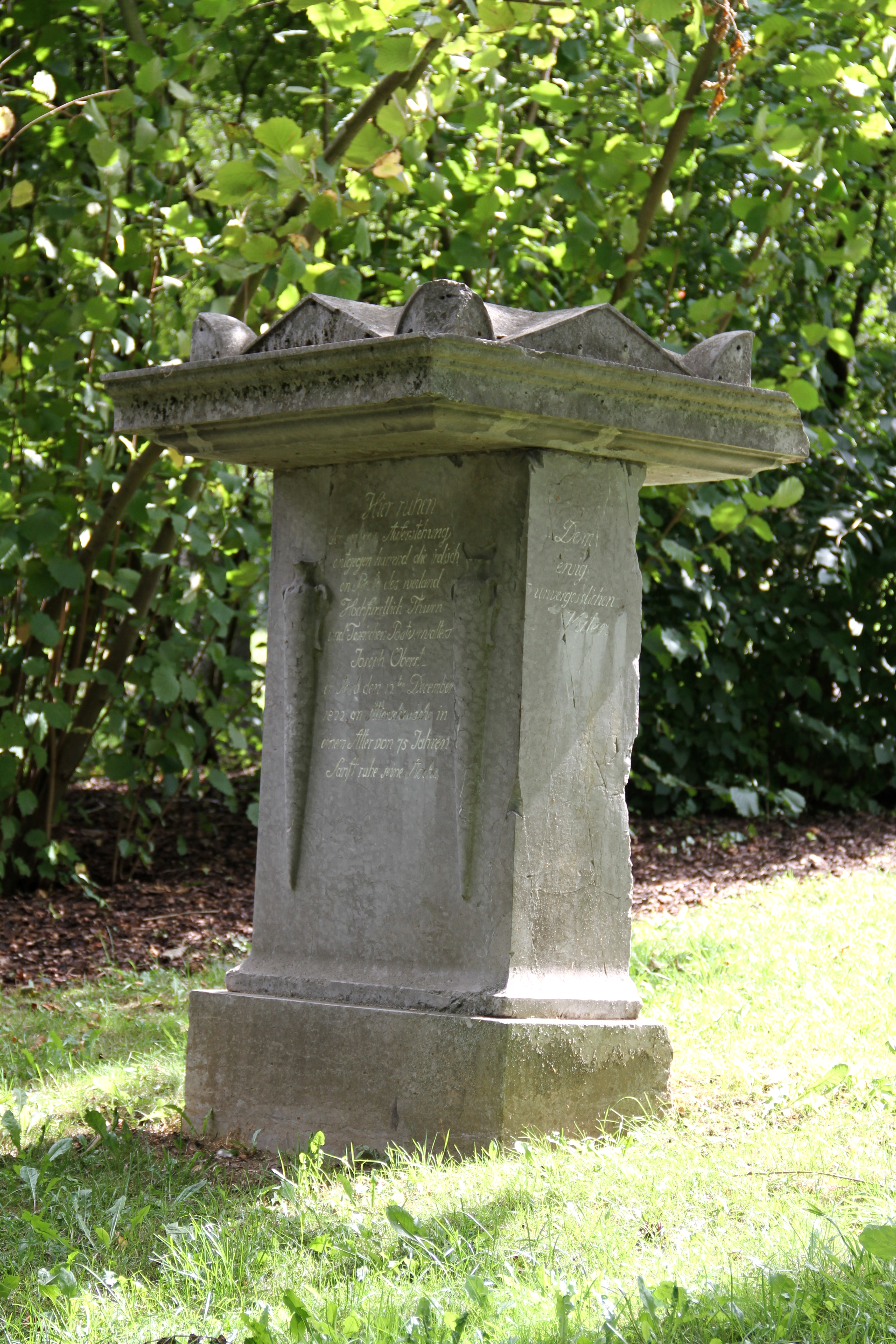
Grabstein des Thurn und Taxischen Postverwalters Joseph Oberst († 1822). Klassizistische Grabstele aus Marmor.
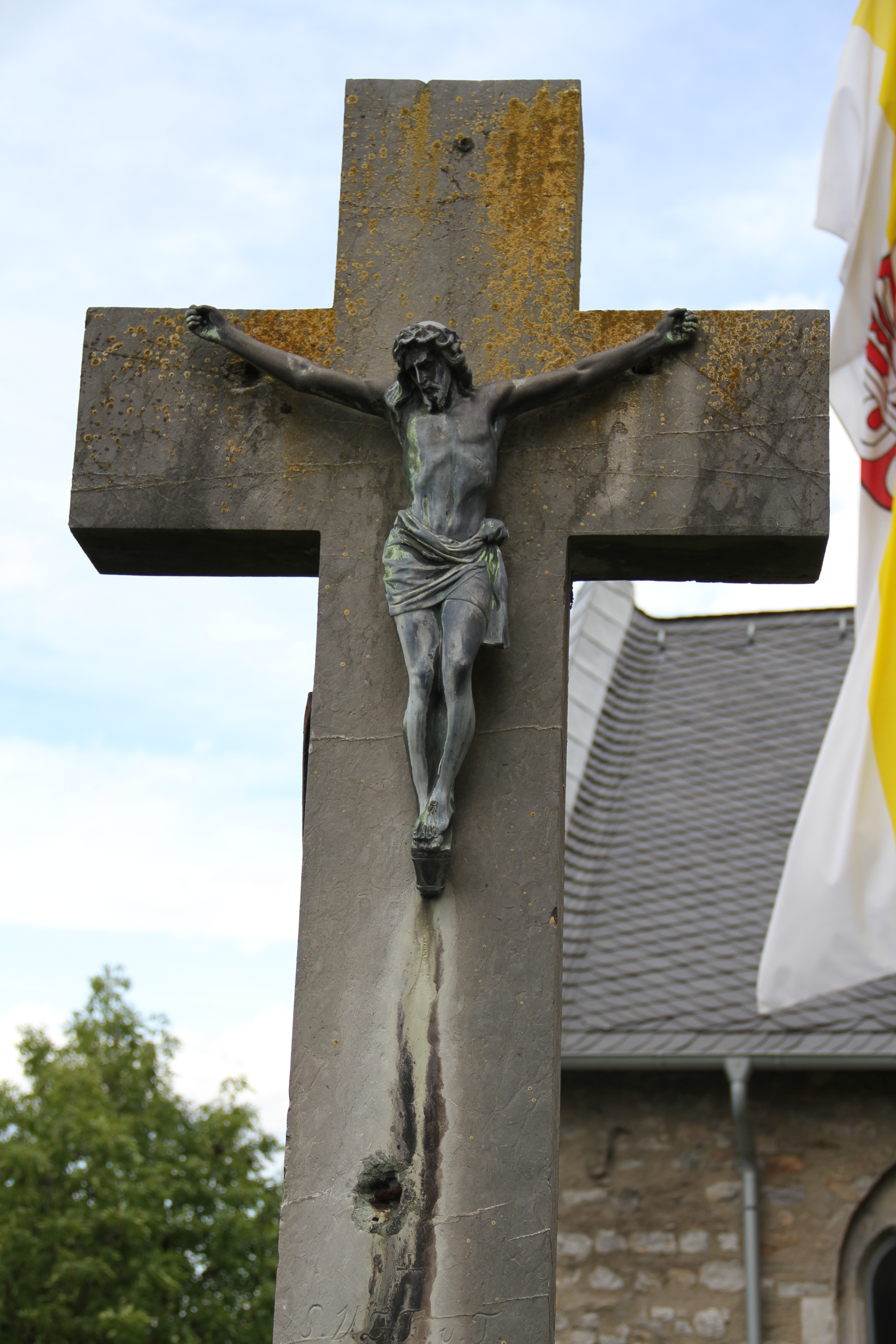
Grabstein des Bäckers Anton Busch († 1818), Vater des Bürgermeisters Anton Busch (1763–1836). Hohes Steinkreuz.
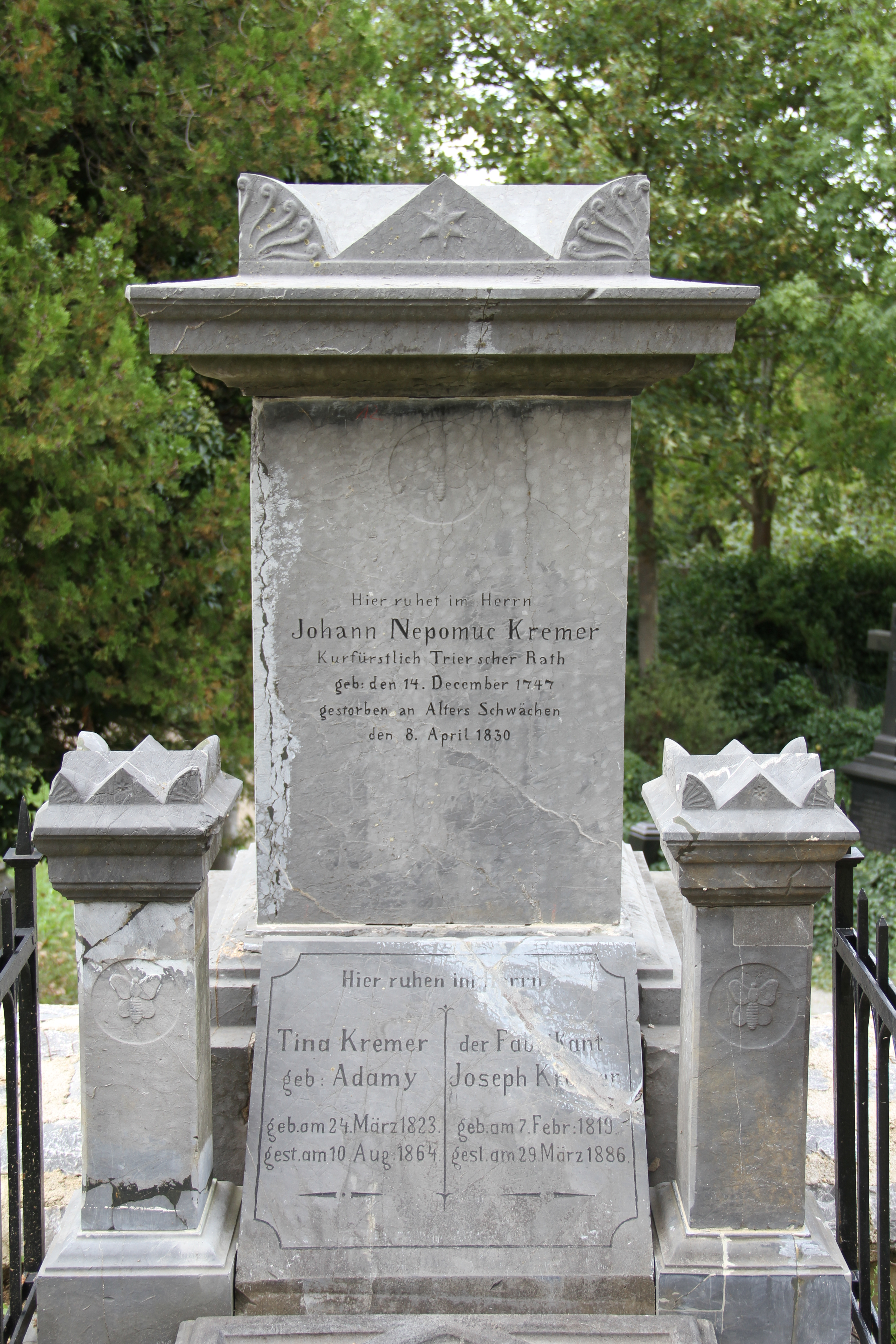
Grabanlage der Familie Kremer von 1830. Klassizistisches Grabmal in Form eines antikisierenden Altars.
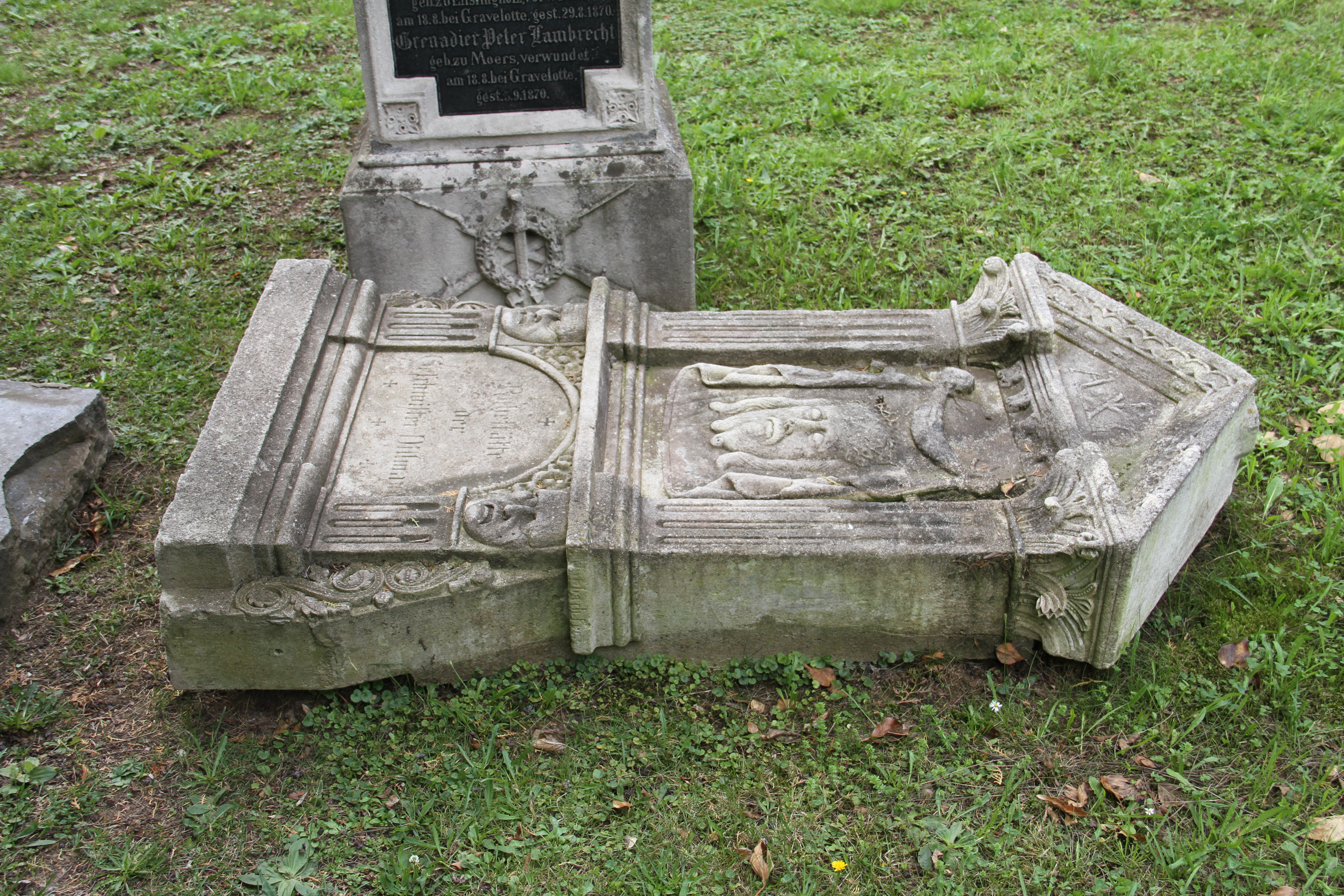
Undatierter Grabstein der Geschwister Dillmann mit Flachrelief „Schweißtuch der Veronika“.
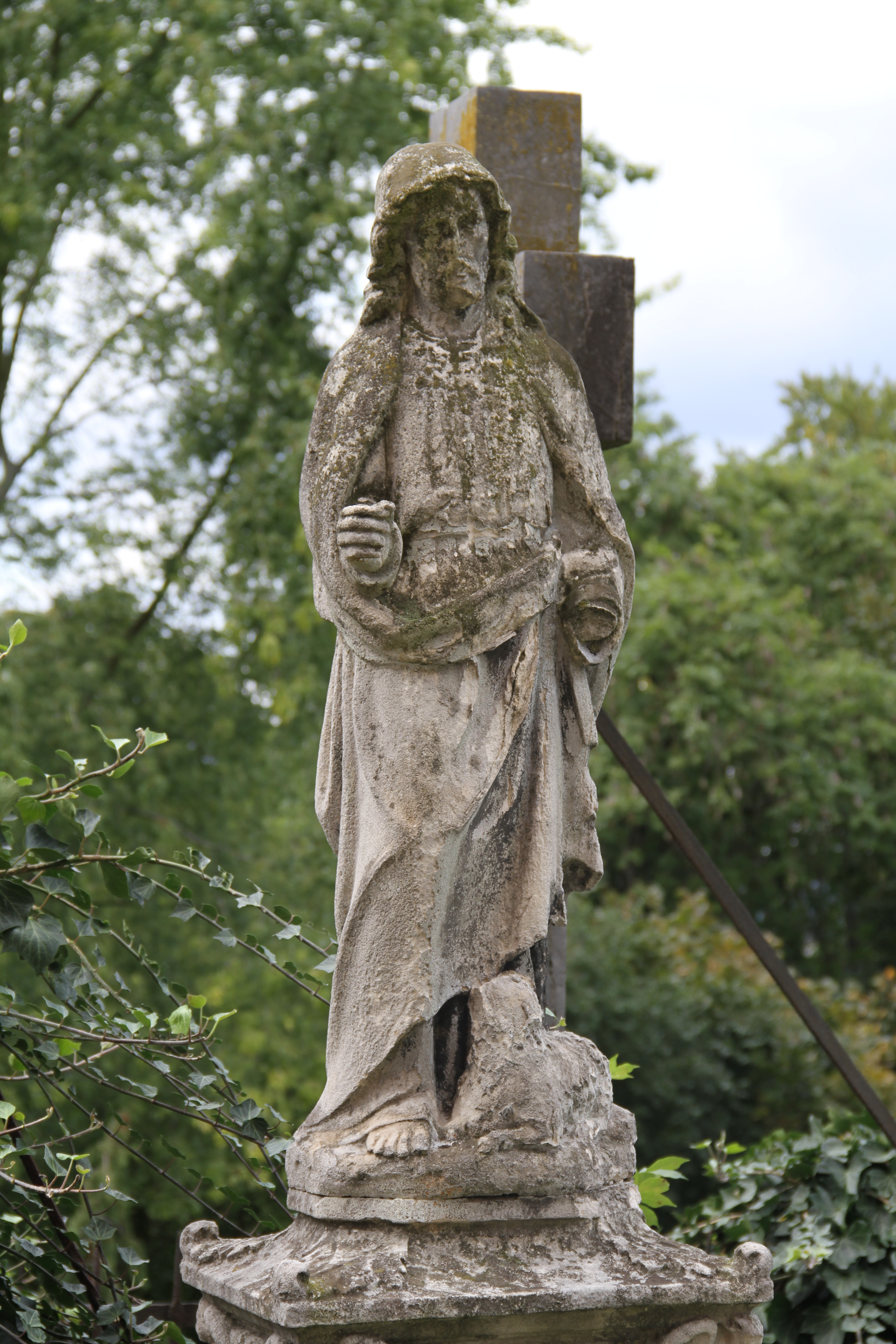
Grabstein des Kanonikers Giulielmus Weimer. Hohes Postament mit Johannes-Skulptur.
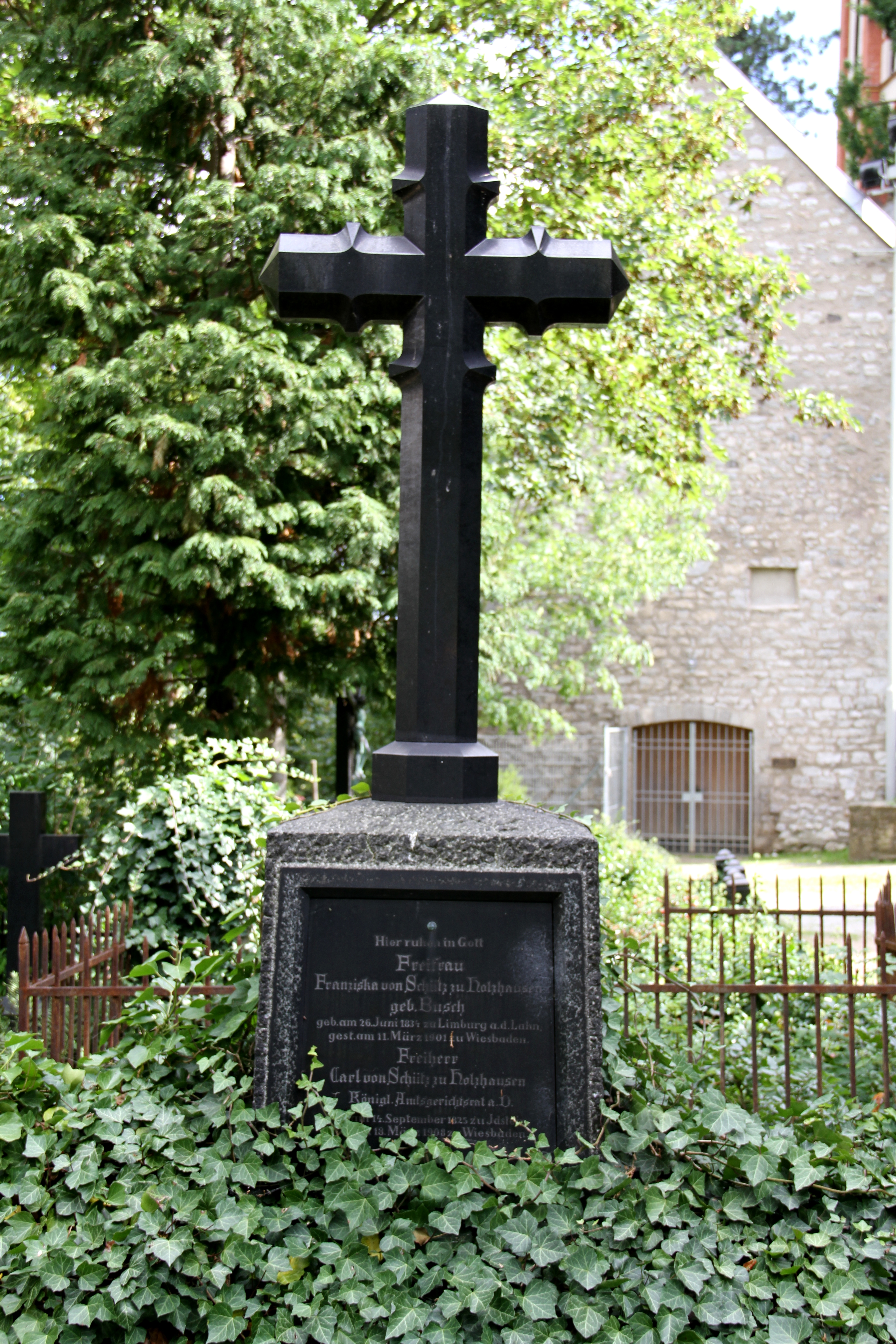
Grabanlage Freifrau Franziska von Schütz zu Holzhausen (1834–1901) und Freiherr Carl von Schütz (1825–1908). Schlichter Grabstein aus schwarzem Marmor, umgeben von einer alten Gittereinfriedung.
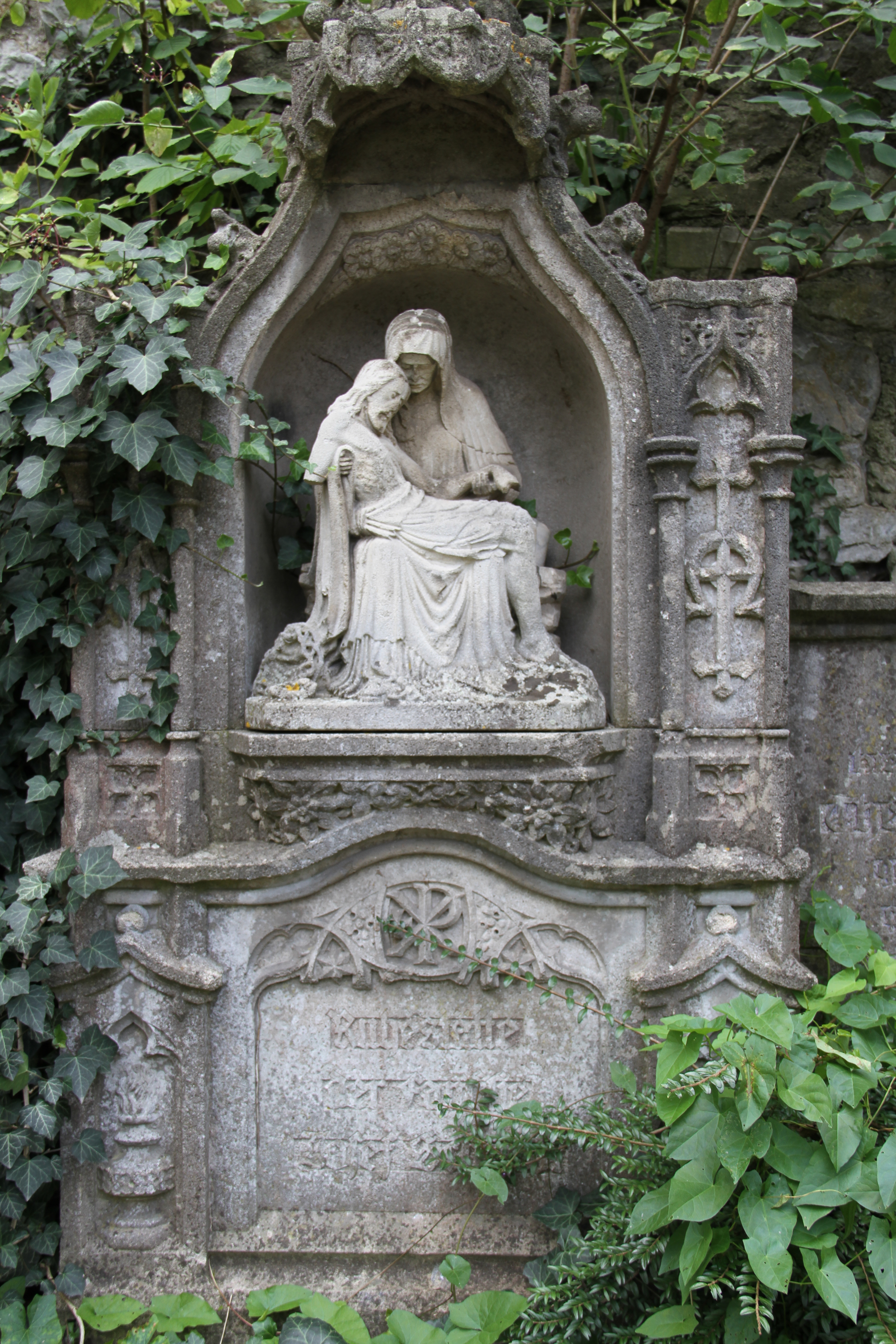
Grabmal Familie Schmidt. Gotisierender Stein mit Pietà.
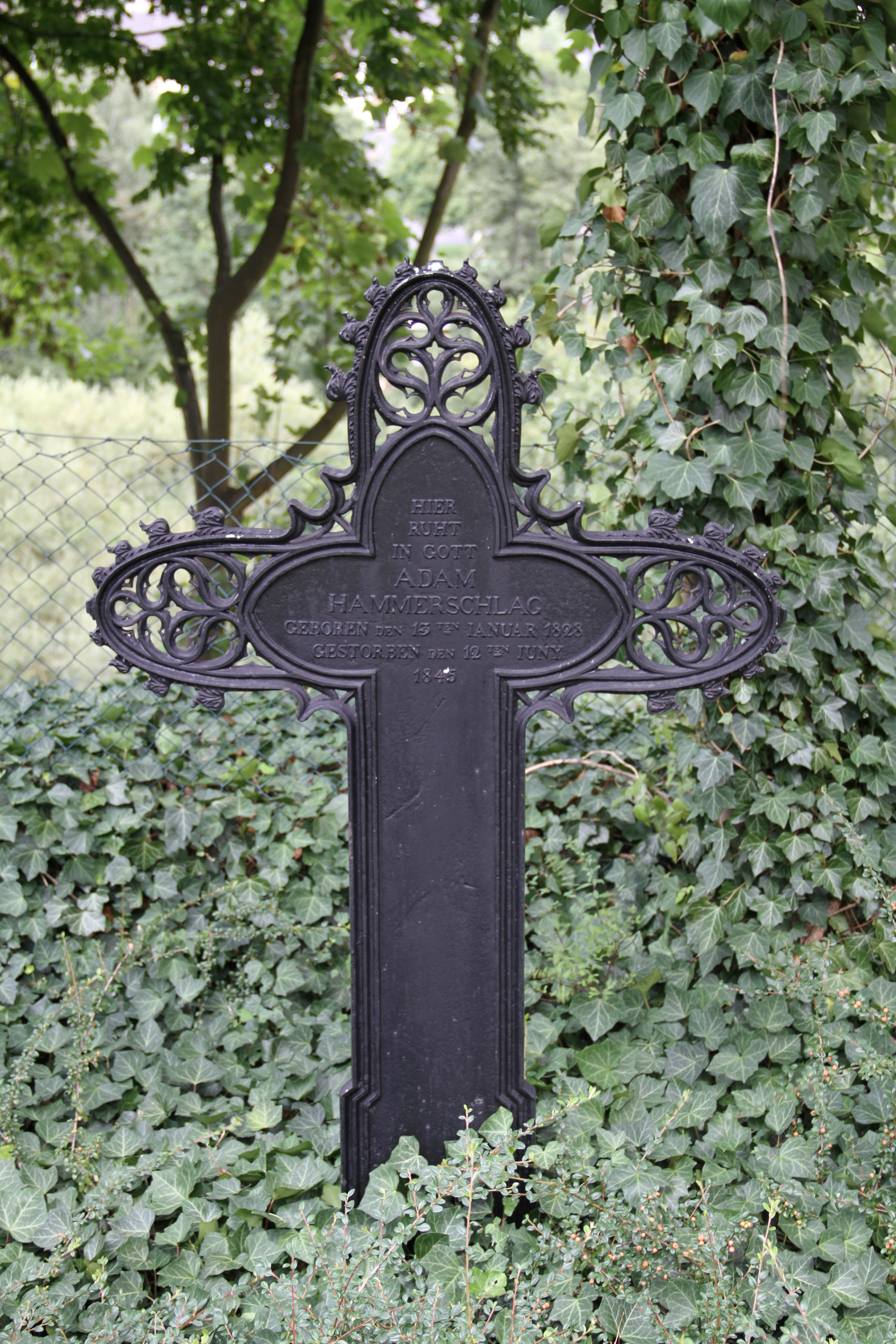
Gusseisenkreuz Adam Hammerschlag (1828–1845).
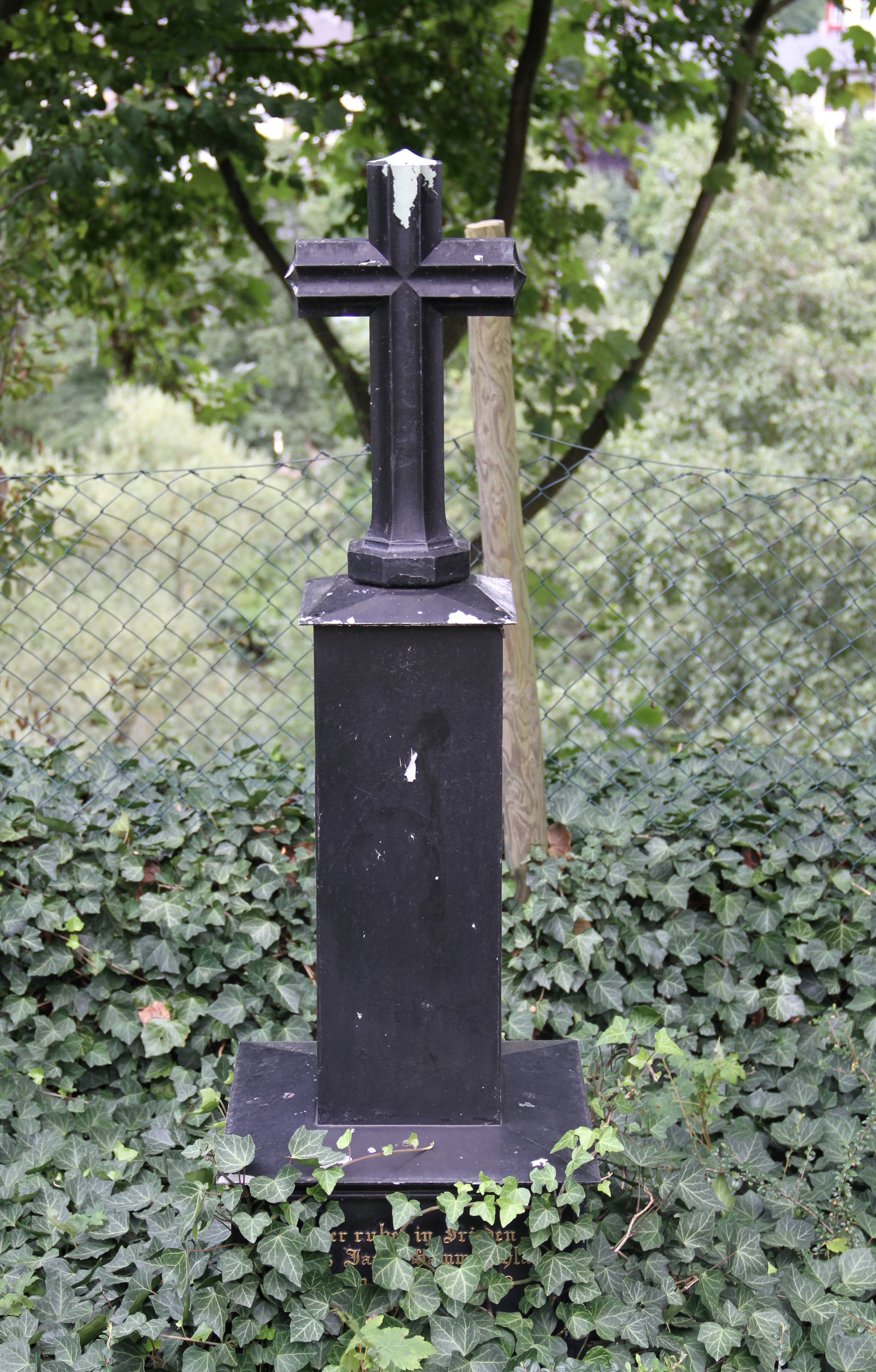
Grabstein Franz Jacob Hammerschlag. Schlichtes Kreuz auf einem Podest aus schwarzem Marmor.
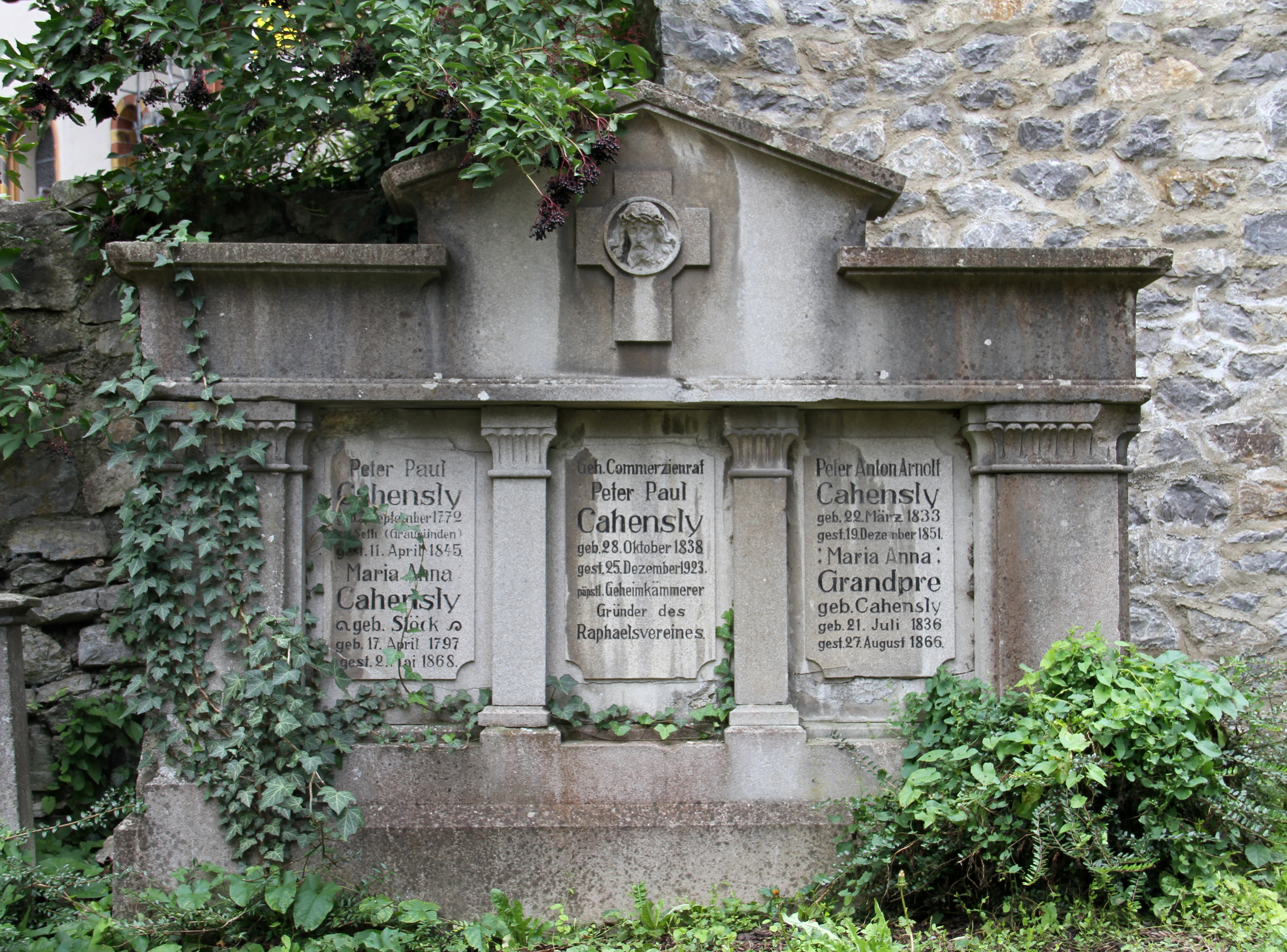
Grabmal der Kaufmannsfamilie Cahensly, unter anderem Peter Paul Cahensly (1838–1923). Sachlicher Grabstein von 1923 in Triptychonform.